# 永楽 (張遇賢)
永楽（えいらく）は南漢時期に広東循州で発生した農民反乱の指導者張遇賢が使用した私年号。942年 - 943年。別に長楽とも作る。

## 西暦との対照表
| 永楽 | 元年          | 2年   |
| 西暦 | 942年         | 943年 |
| 干支 | 壬寅          | 癸卯  |
| 南唐 | 昇元6         | 昇元7 |
| 南漢 | 大有15 光天元 | 光天2 |